# Igualtat de Drets (Letònia)
Igualtat de Drets (letó Līdztiesība, rus Равноправие) fou un partit polític de Letònia fundat el 1990 per a donar suport als Russos de Letònia. Aparegué el 1990 com a facció dins el Consell Suprem de la República de Letònia, i es transformà el 1993 en organització no governamental i en partit polític el 1996. Els seus líders foren els diputats Tatjana Ždanoka i Sergejs Dīmanis.
Es presentà a les eleccions legislatives letones de 1998 i de 2002 formant part de la coalició Pels Drets Humans en una Letònia Unida (Par Cilvēka Tiesībām Vienotā Latvijā) amb el Partit de l'Harmonia Nacional i el Partit Socialista Letó. Els caps el 2001 foren Tatjana Ždanoka i Vladimirs Buzajevs. Els seus dos socis abandonaren la coalició el 2003, i el 2007 decidí integrar-se en Pels Drets Humans en una Letònia Unida quan es va constituir en partit polític.